# El norte sobre el vacío
El norte sobre el vacío (internationaler englischsprachiger Titel Northern Skies Over Empty Space) ist ein Film von Alejandra Márquez Abella, der im Februar 2022 im Rahmen der Filmfestspiele in Berlin seine Weltpremiere feierte und Ende Oktober 2022 in mehreren Ländern in das Programm von Prime Video aufgenommen wurde.

## Handlung
Arnulfo, sein Bruder Reynaldo und dessen Hausangestellte Rosa sind auf der Jagd. Sie fahren mit einem Pick-up durch das ländliche Mexiko. Weil Reynaldo einen Hirsch übersieht, nimmt sich Rosa geistesgegenwärtig eine Waffe und erledigt das Tier. Sie machen jedoch ein Foto von Reynaldo und dem Hirsch, als habe er ihn erlegt. Reynaldo, von den meisten nur Rey genannt, wird nun als einer der besten Jäger in Nuevo Leon gefeiert. Männer aus der ganzen Gegend kommen auf seine Ranch, um ihn zu beglückwünschen und mit ihm das 20-jährige Bestehen der Ranch zu feiern.
Reynaldos Vater ist bereits verstorben, und er weiß noch nicht genau, wer einmal seine Ranch übernehmen soll. Seine Tochter Lily und ihr Freund scheinen ihm nur wenig geeignet. Auch ob sein Schwiegersohn Raúl, der Mann seiner Tochter Laura, der Richtige ist, weiß er nicht. Sein Sohn Elías hat noch nicht einmal eine Freundin und zeigt nur wenig Interesse, das Familienerbe fortzuführen. Als die ganze Familie zu Ostern zusammenkommt, kann Elías die Familiengeschichte nicht richtig erzählen, wie einst Reynaldos Vater dieses Stück Land erwarb, also übernimmt er es wiedereinmal selbst, diese Anekdote zu erzählen. Der Vater hatte gehört, hier solle es Quellen geben, und erwarb mit allem Geld, das er hatte, dieses Stück Land. Reynaldo hatte den Baum, unter dem sie sitzen, selbst gepflanzt.
An diesem Osterwochenende bekommen Rey und seine Familie unerwartet Besuch. Ricardo Guzmán kommt auf die Ranch, trägt einen Revolver und gibt Rey zu verstehen, dass er Schutzgeld von ihm will.

## Hintergrund
Die Geschichte, die der Film erzählt, basiert auf einer wahren Begebenheit, die sich im Jahr 2010 im Nordosten Mexikos auf der Rancho „San José“ in Ciudad Victoria, Tamaulipas, ereignete. Der Geschäftsmann, Viehzüchter und Jäger Don Alejo Garza Tamez hatte sich damals einer Gruppe von Kriminellen stellen müssen, die seine Ranch übernehmen wollten.
Tamez wurde 1933 in Allende, Nuevo León, geboren, einer Stadt, die etwa 50 Kilometer südlich von Monterrey liegt, wo auch der Film spielt, und hatte sich später rund 15 Kilometer außerhalb von Ciudad Victoria niedergelassen in der Nähe der Talsperre von Padilla. Schon sein Vater war Holzhändler und Sägewerksbesitzer und schaffte es durch diese Arbeit zu bescheidenem Wohlstand. Die Ranch „San José“ in Tamaulipas kaufte er mit Unterstützung seines Bruders. Als Mitglieder des Kartells Los Zetas ihn dazu aufforderten, ihm seine Ranch zu übergeben, weigerte sich der damals 77-jährige Mann, gab seinen Mitarbeitern am nächsten Tag frei und rüstete sein Haus mit Waffen neben den Türen und Fenstern aus. Als am nächsten Morgen einige Mitglieder des Kartells mit ihren Fahrzeugen auf seiner Ranch vorfuhren und einen Warnschuss abgaben, eröffnete Tamez das Feuer. Die Bande reagierte, indem sie mit Gewehren und Handgranaten ihrerseits das Feuer auf das Haus eröffnete. Trotz der zahlenmäßigen Überlegenheit der Kartellmitglieder konnten sie die Ranch nicht einnehmen und flohen vor der Ankunft der mexikanischen Marines.

## Produktion

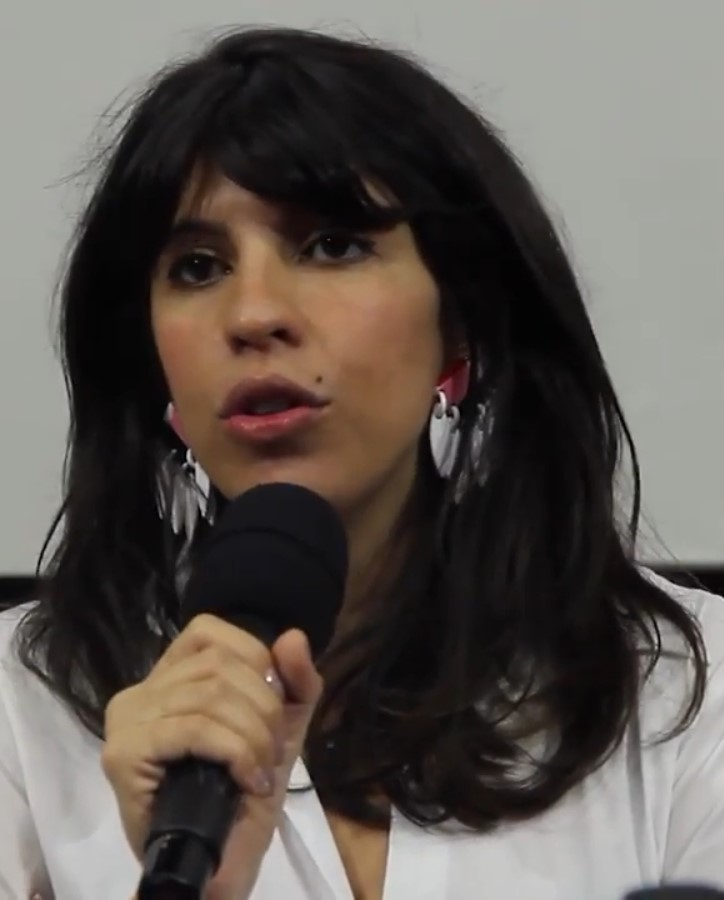
Regisseurin Alejandra Márquez Abella

Regie führte Alejandra Márquez Abella, die gemeinsam mit Gabriel Nuncio auch das auf Alejo Garza Tamez' Lebensgeschichte basierende Drehbuch schrieb. Es handelt sich um Márquez’ dritten Spielfilm. Bekannt wurde die Filmemacher vor allem durch ihren Film Las Niñas Bien aus dem Jahr 2018, in dem sie die elitäre und rassistische mexikanische Gesellschaft der 1980er Jahre aus der weiblichen Sicht porträtierte.
Gerardo Trejoluna verkörpert in der männlichen Hauptrolle Reynaldo, genannt Rey. Dolores Heredia spielt seine Ehefrau Sofía. Paloma Petra spielt in der weiblichen Hauptrolle die Hausangestellte Rosa. In weiteren Rollen sind Juan Daniel García Treviño als Tello, Mayra Hermosillo als Lily, Fernando Bonilla als Raúl, Francisco Barreiro als Elías und Raúl Briones als Guzmán zu sehen.
Erste Vorstellungen erfolgen im Februar 2022 bei den Filmfestspielen in Berlin, wo er in der Sektion Panorama gezeigt wurde. Am 28. Oktober 2022 wurde der Film in mehreren Ländern in das Programm von Prime Video aufgenommen, unter anderem in Mexiko.

## Auszeichnungen
Festival Internacional de Cine de Morelia 2022
- Auszeichnung als Bester Spielfilm (Alejandra Márquez Abella)
- Auszeichnung als Bester Schauspieler (Gerardo Trejoluna)
- Auszeichnung für das Beste Drehbuch (Alejandra Márquez Abella und Gabriel Nuncio)[12]

Internationale Filmfestspiele Berlin 2022
- Nominierung für den Panorama Publikums-Preis